# Indice de Maslov
Le groupe fondamental du groupe symplectique Sp(n) est Z.
L'indice de Maslov (de) est un isomorphisme explicite.